# プラコドゥス
プラコドゥス（学名：Placodus）は板歯目に分類される三畳紀の爬虫類。化石はヨーロッパ（ドイツ、オランダ、ポーランド、フランス）とイスラエル、中国から知られる。学名は「板のような歯」「平らな歯」の意。

## 特徴

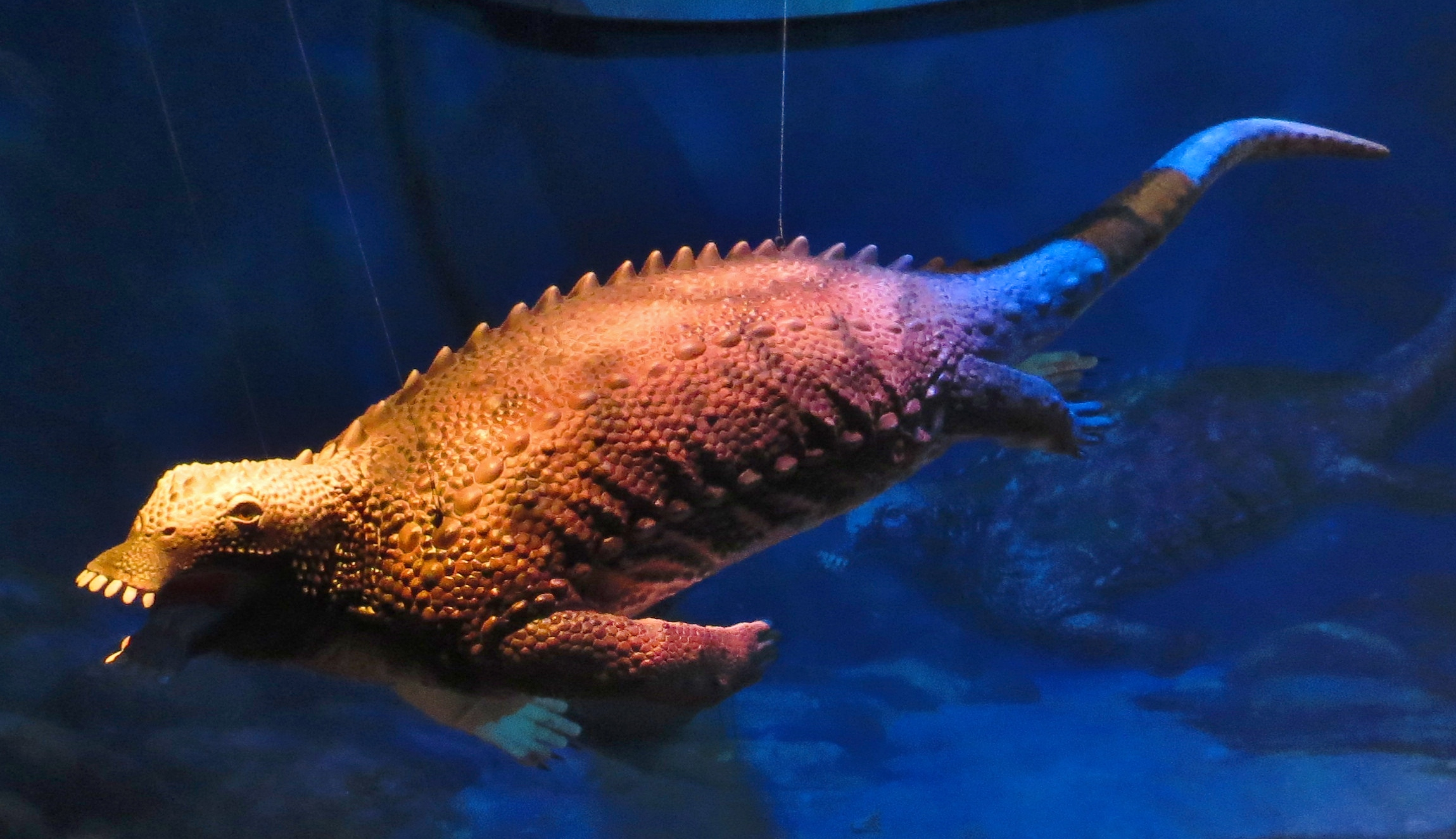
復元模型

ヒトとの大きさの比較

全長2m-3m。体型はトカゲまたはワニに似る。首が短く、頭部は小さい。体表はおそらく大きな鱗に覆われていた。背には一列の皮骨を持つ。板歯類の中で甲羅を持たないのはプラコドゥスとパラプラコドゥスのみである。
四肢や尾は水を掻くのに適し、熟達した泳者であった。陸上での活動は不得意であったと想像されるが、摂食や交尾、産卵のために上陸することがあったと考えられる。
プラコドゥスやその近縁種は海牛類との収斂進化が指摘されているが、これは一般的に過剰な解釈であると見做される。収斂進化を指摘したDiedrichは、プラコドゥスは海藻や水生植物を主食とし、沿岸生の鯨類のように大規模な群れを作っていたと考えている。
大腿骨の組織学的分析では、プラコドゥスが急速に成長したことが示唆されている。

### 頭部
頭骨は短く丈が高い。下顎に突出した烏口突起をもち、強大な咀嚼筋の付着点となっていた。
殻を噛み砕くのに都合の良い丸みを帯びた六対の奥歯を持ち、三対の前歯はほぼ水平方向に突き出している。
この特徴から、切歯で獲物を拾い扁平な奥歯で殻を砕いて食べていたとされるほか、前歯で魚を突いて仕留めた可能性もある。奥歯は発見当初魚のものと誤認された。
頭骨頂に隙間があり、光を感知する器官が収められていた。

### 頭部以降
胴体はずんぐりしている。肋骨と腹肋骨が合わさり、胴体の骨が籠状になっていた。この構造は内臓を支え、腹の下側の防御にも役立った。肩帯や腰帯等の腹側の骨は比較的強固であるが、その一方で背側の骨は退化している。
四肢は短く、鰭ではなく指を持ち、水かきを持つ。尾は長く柔軟。

## 分類
1858年、リチャード・オーウェンは化石が爬虫類のものであることを発見し、鰭竜類との関連を示唆した。プラコドゥスが鰭竜類であるとする説は現在でも一般的であるが、異説もある。
2000年の系統解析では、プラコドゥスは板歯類の中でも基盤的な位置に置かれた。

## ギャラリー

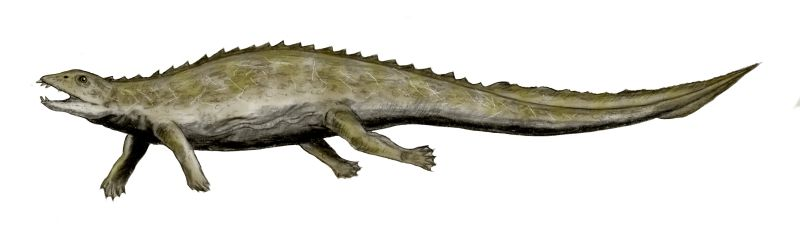
復元図
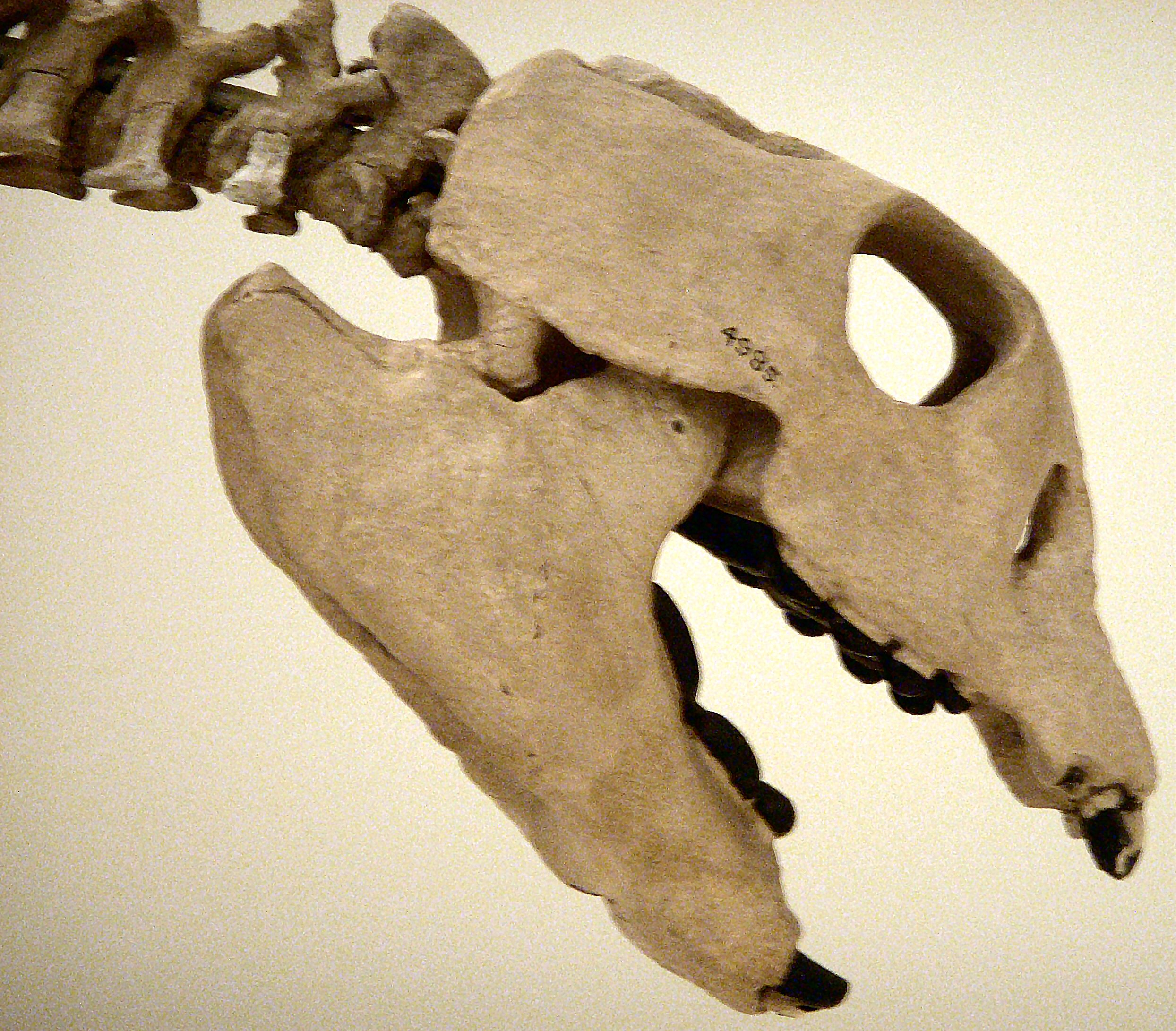
頭部
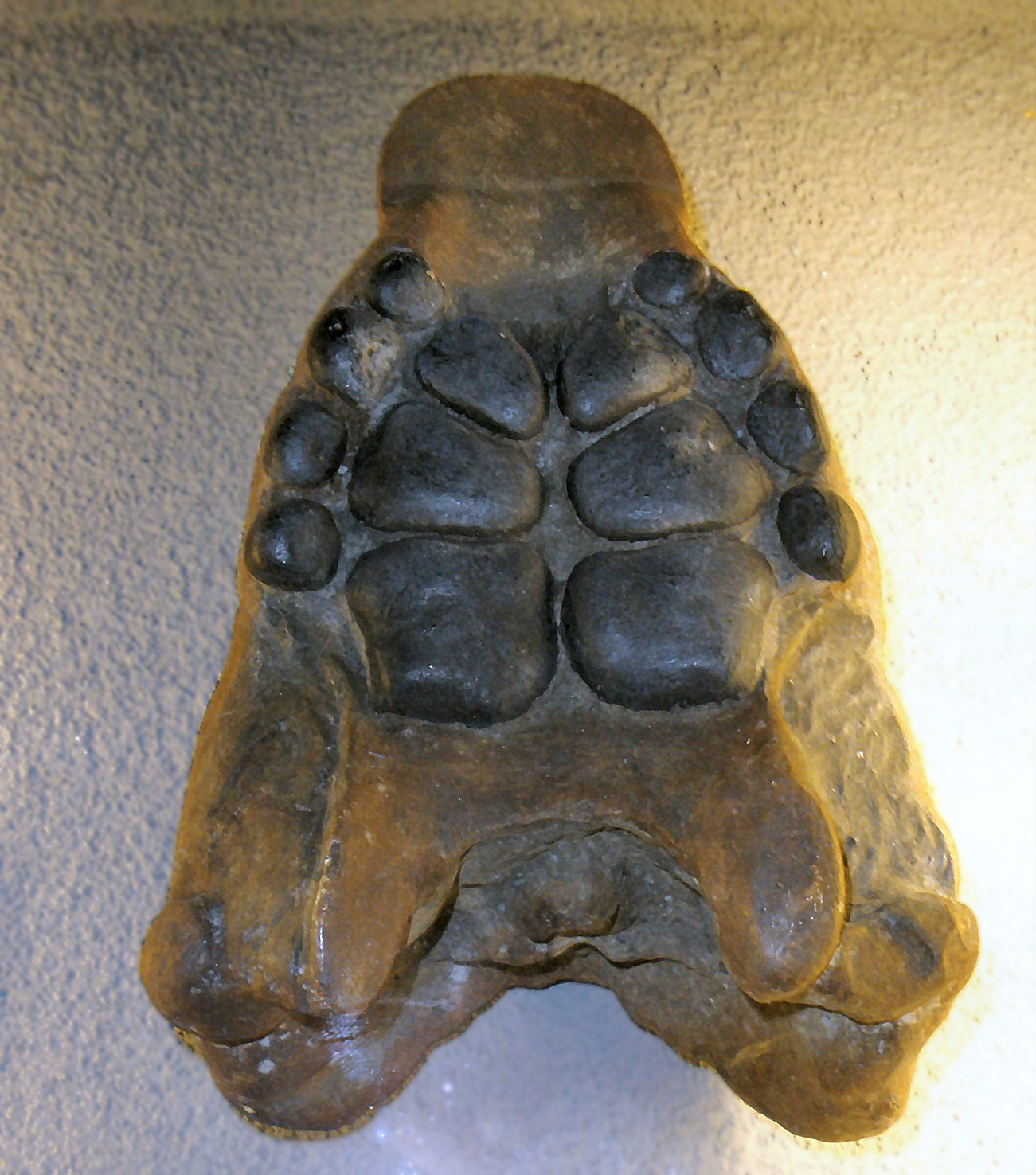
内側から見た顎
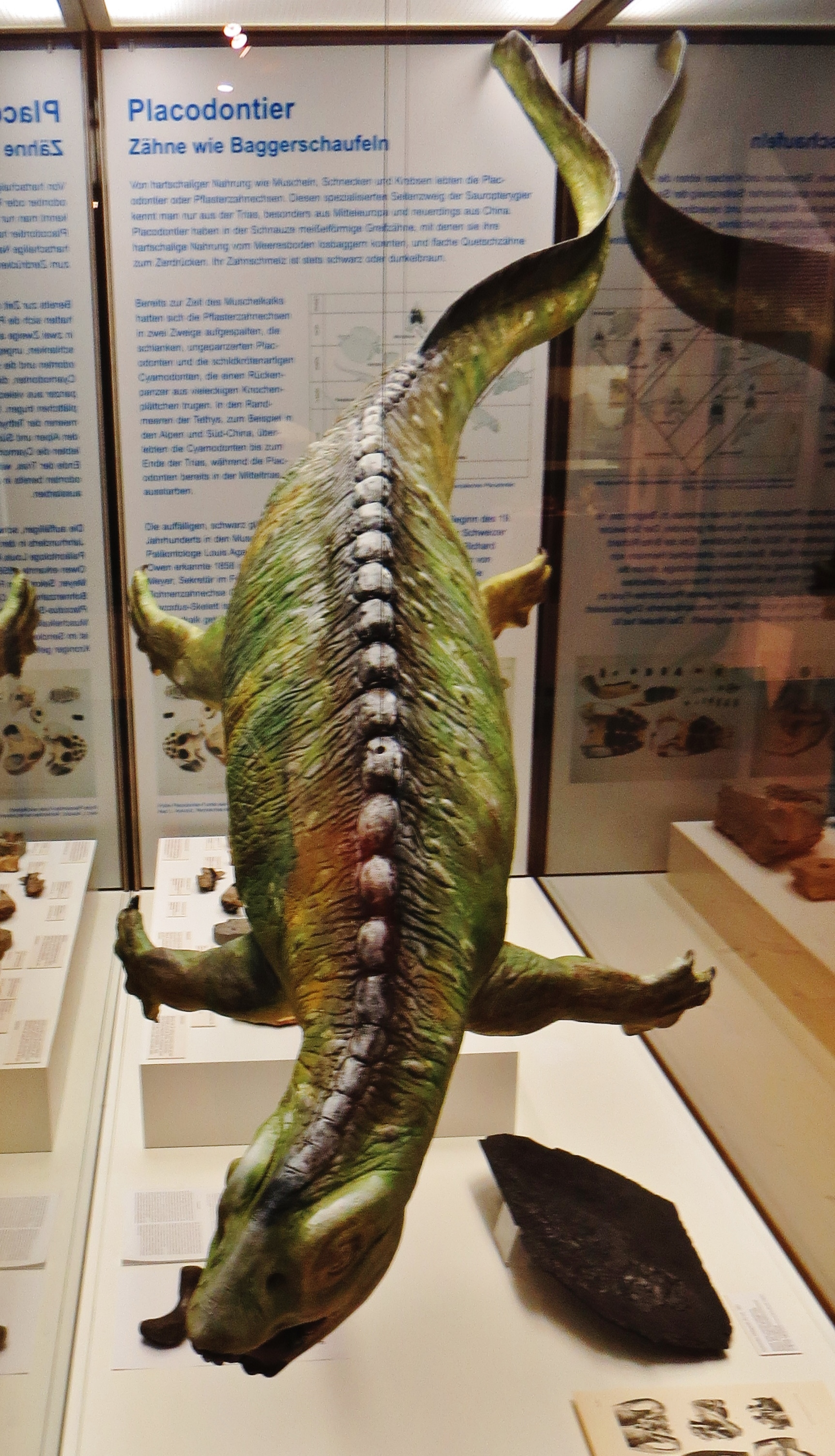
復元模型
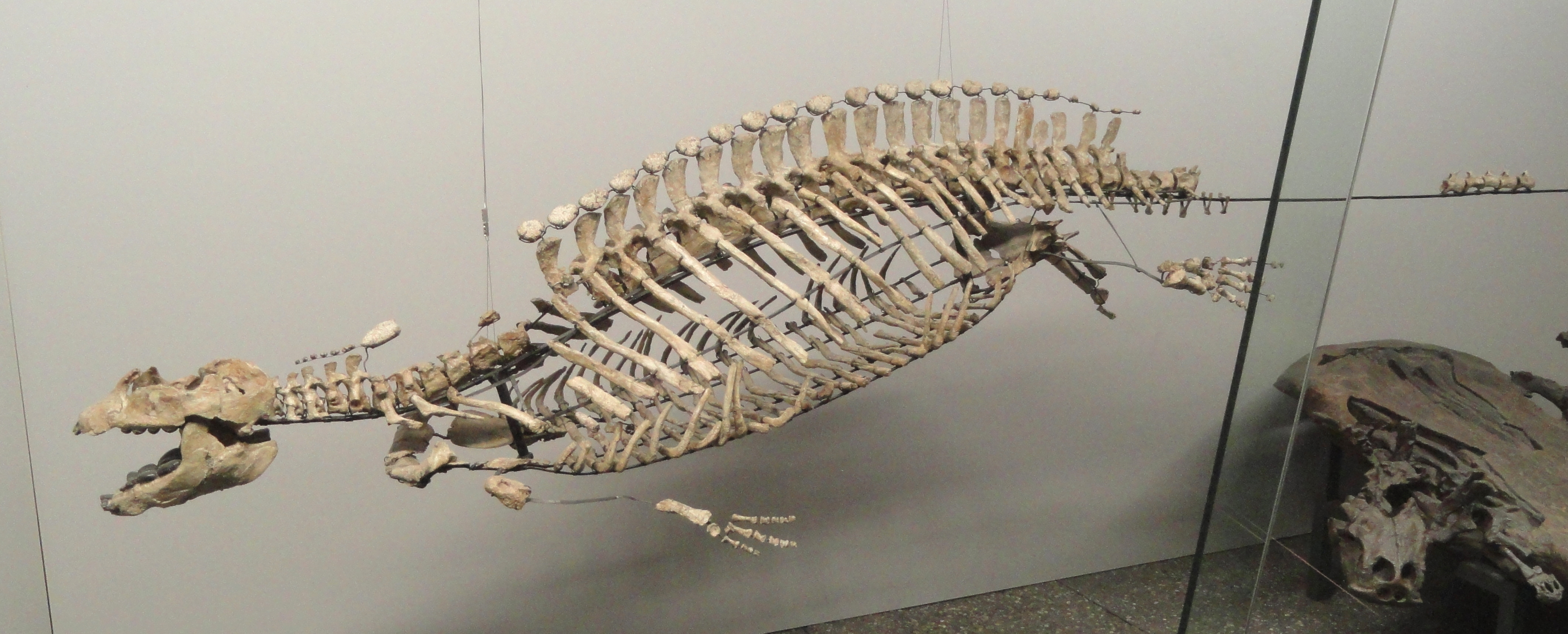
復元骨格
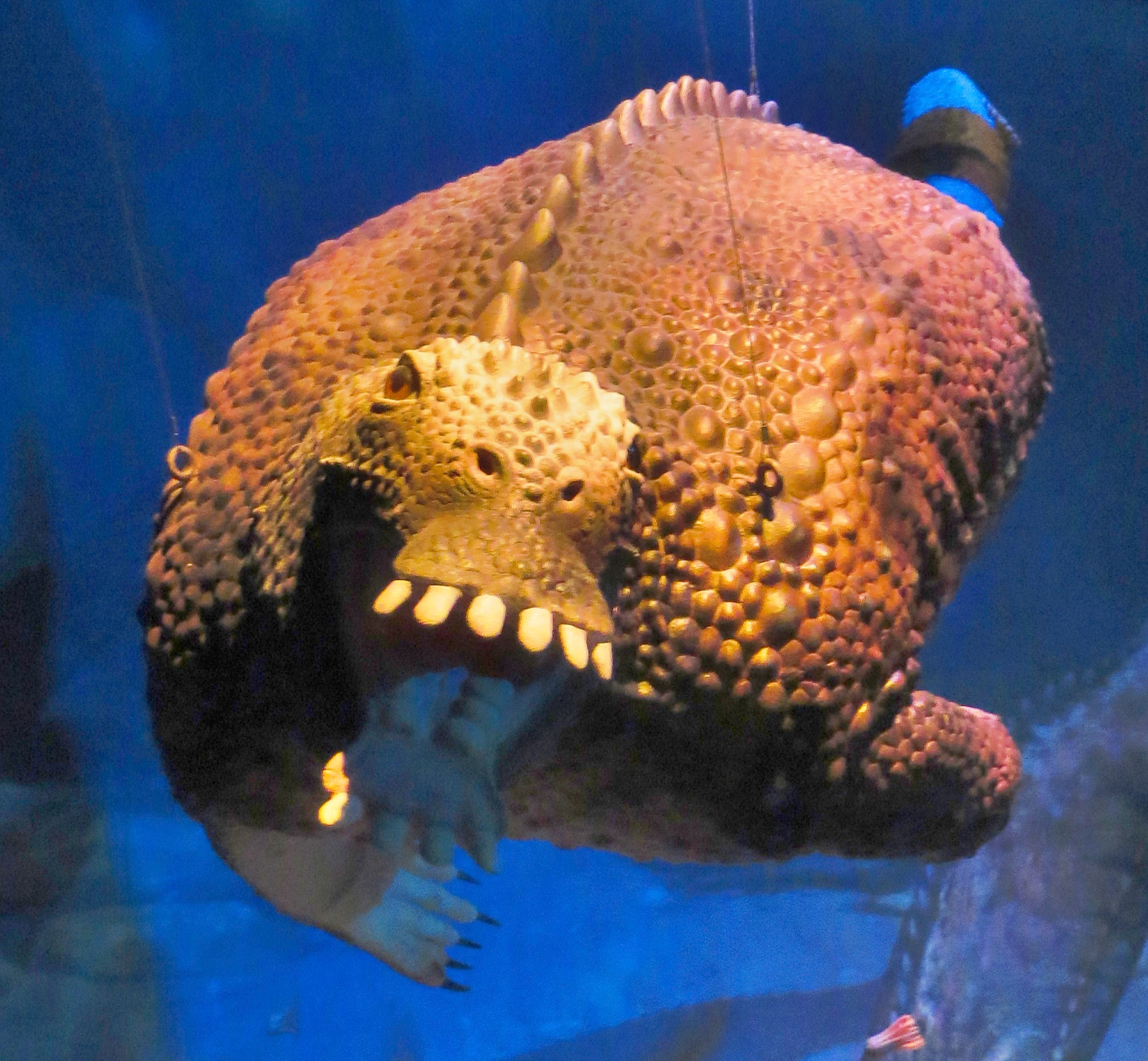
復元模型
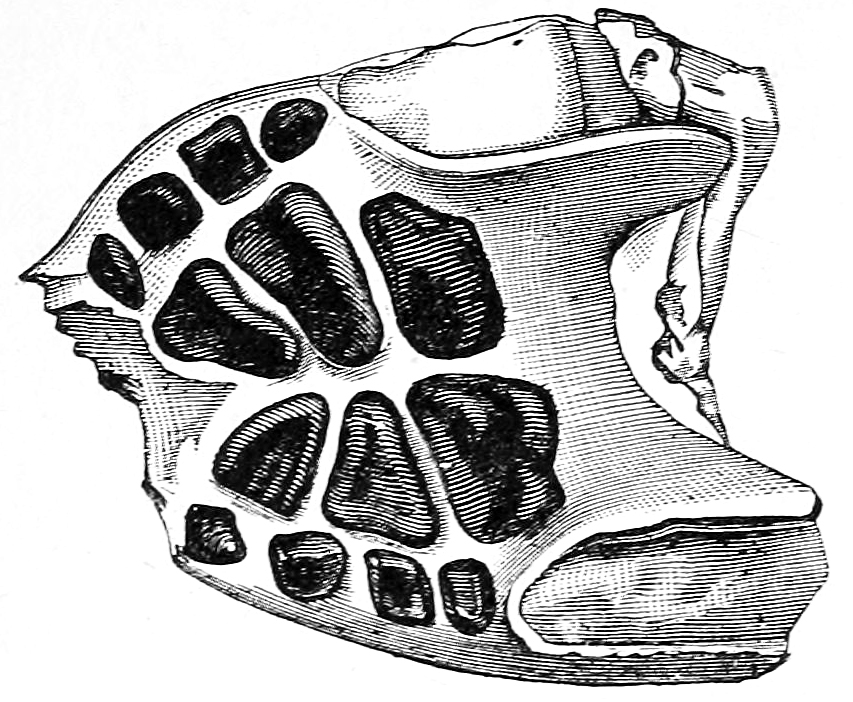
頭蓋骨下面の図
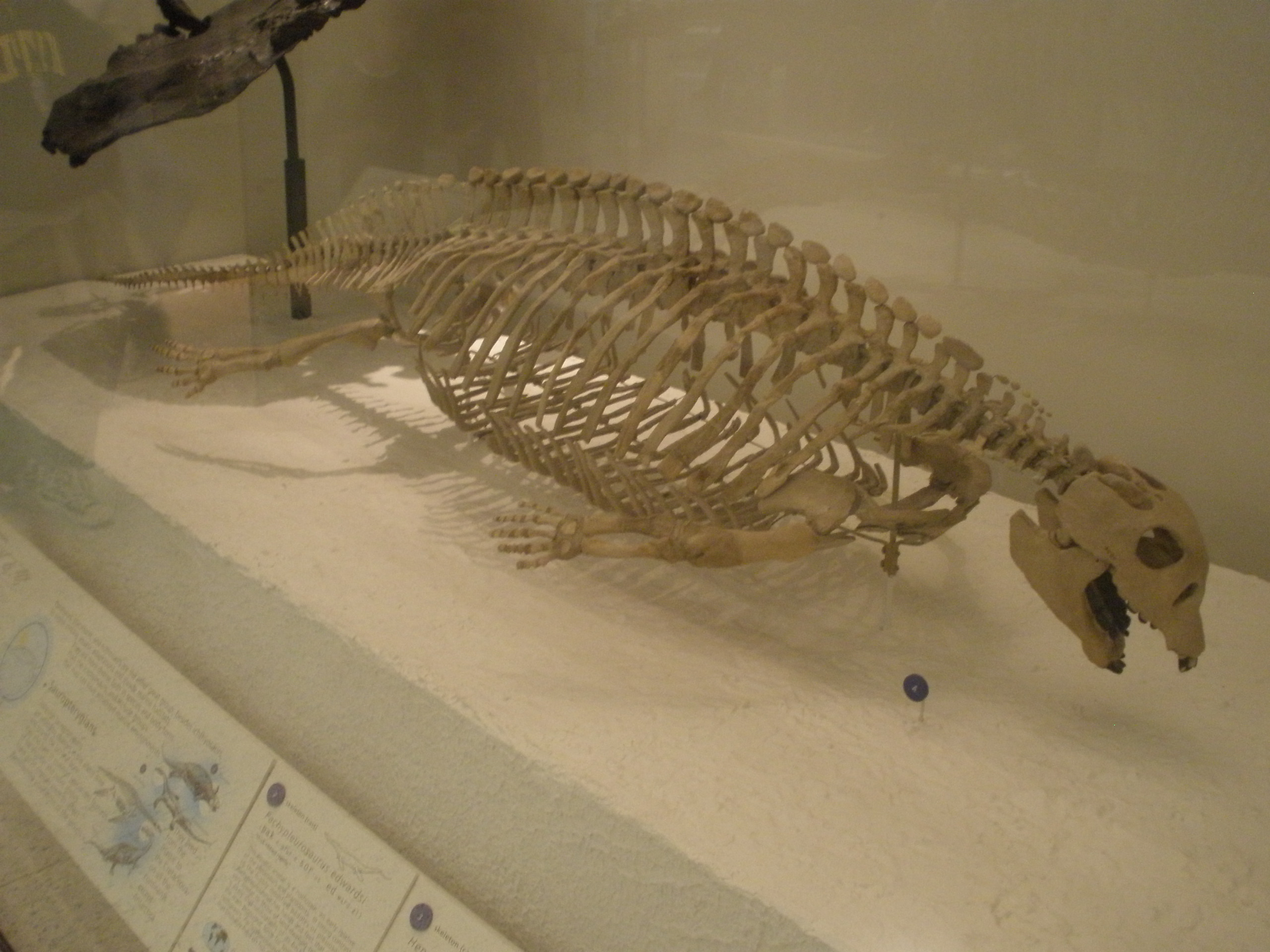
復元骨格
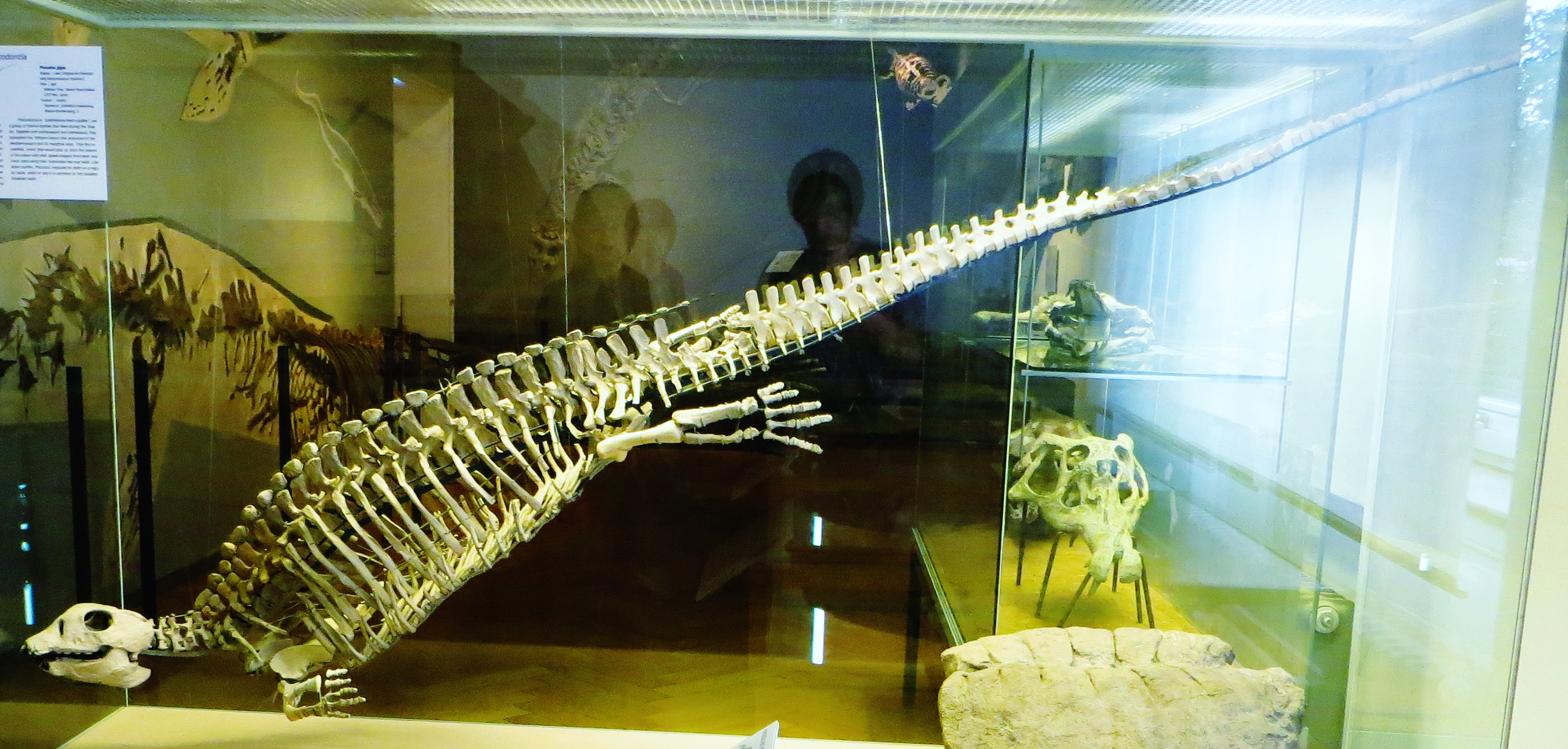
復元骨格
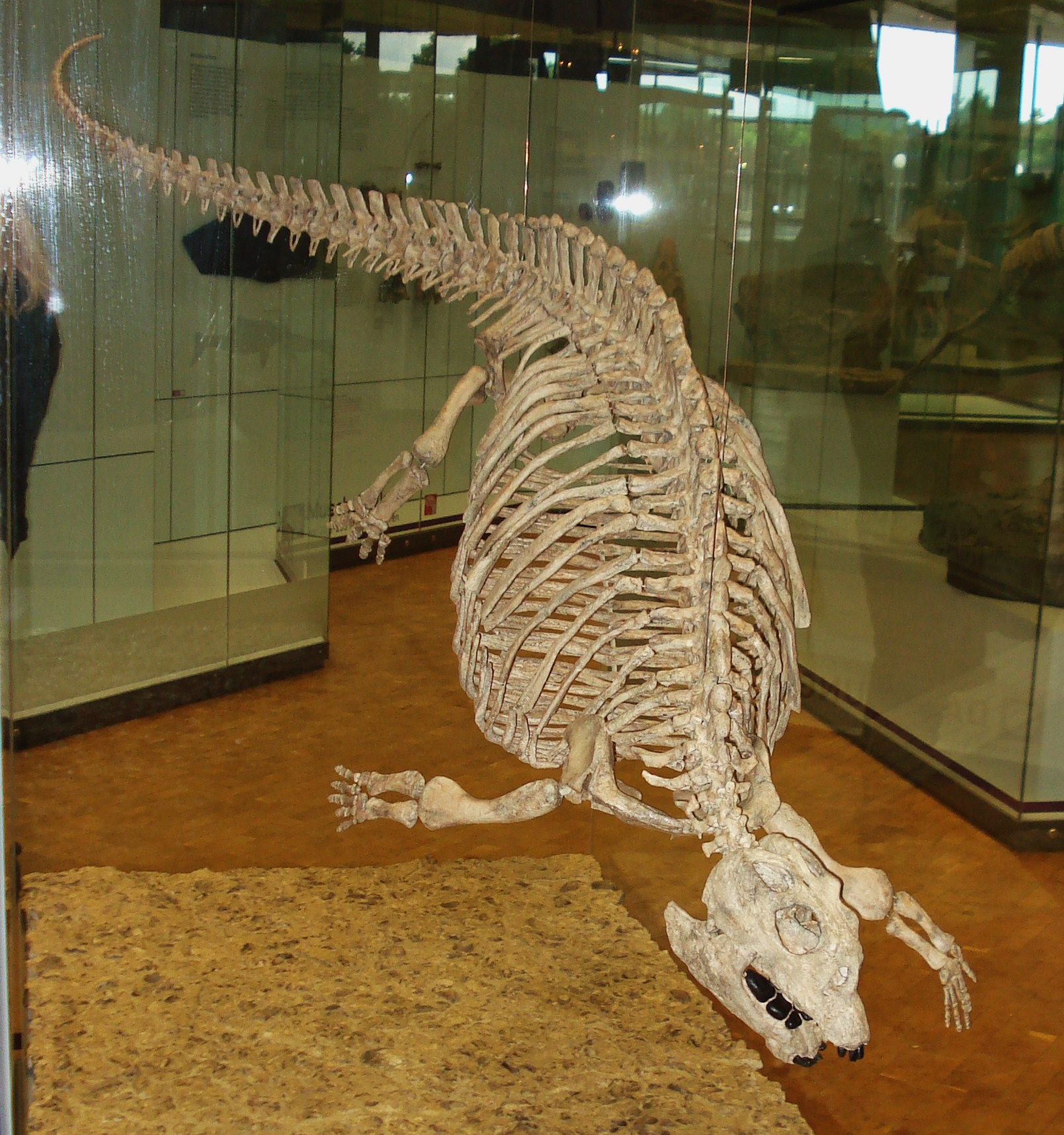
復元骨格
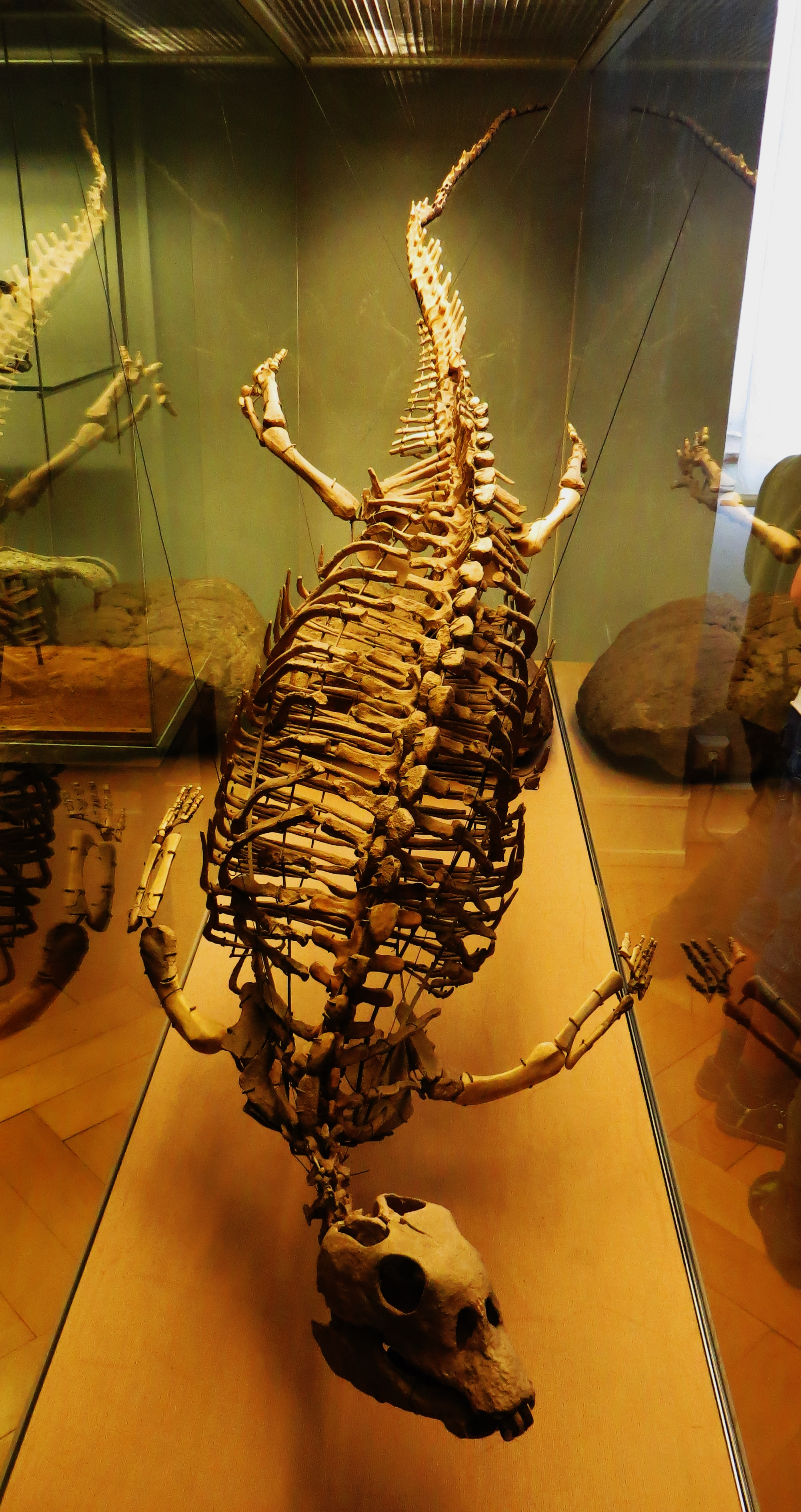
復元骨格
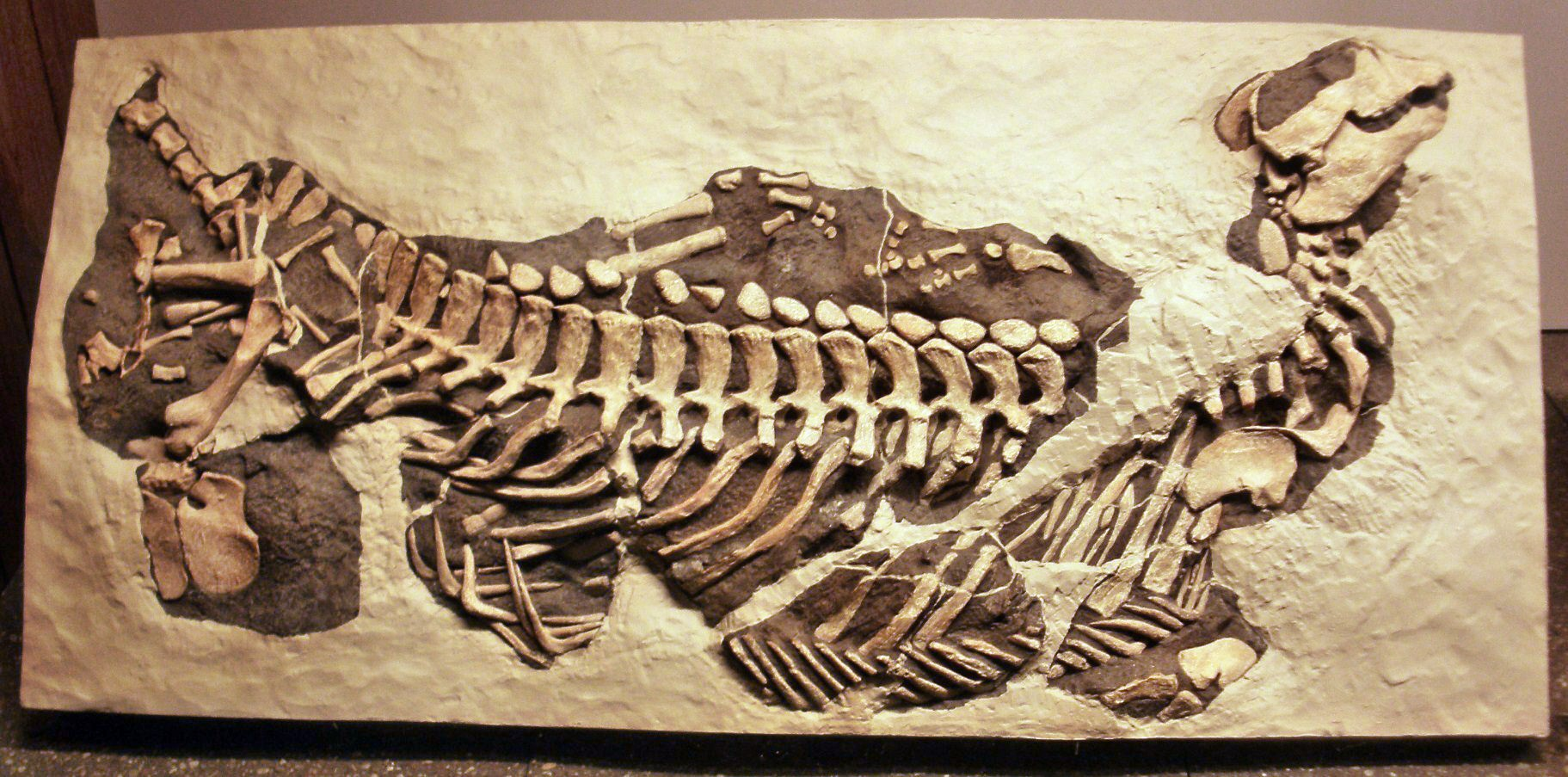
化石
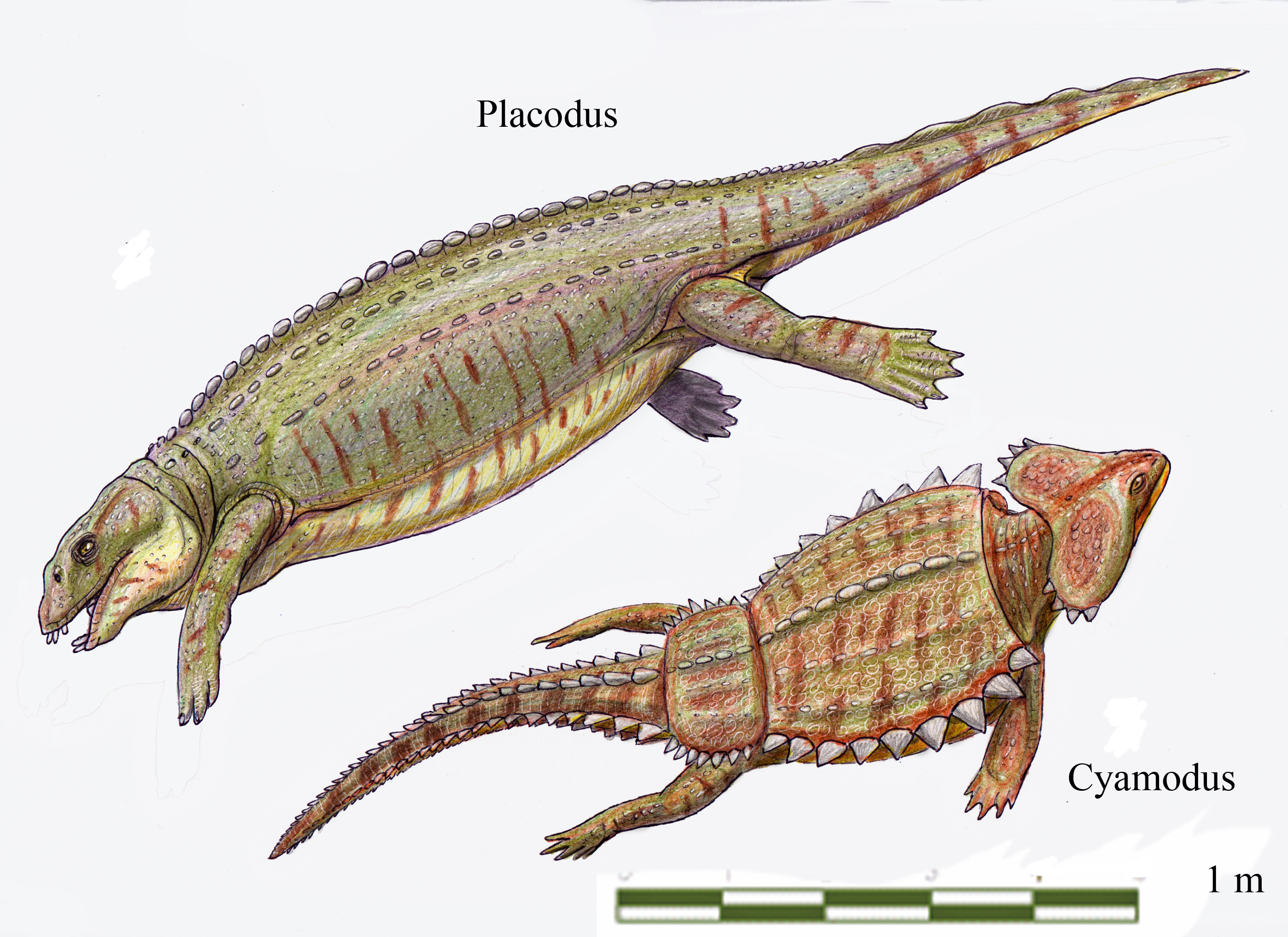
復元図。下の生物は同じく板歯類のキアモドゥス
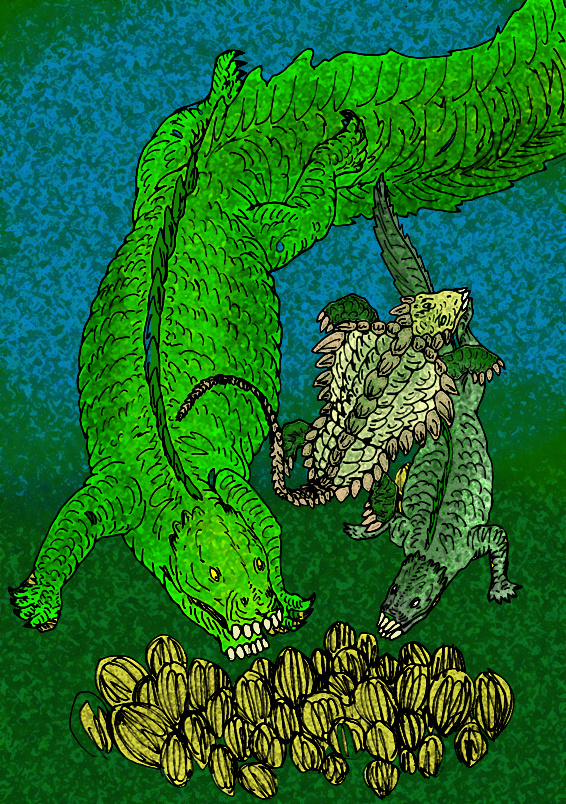
復元図。右の生物は同じく板歯類のキアモドゥスとパラプラコドゥス